# Fabio Maria Asquini
Fabio Maria Asquini (Fagagna, 14 agosto 1802 – Roma, 23 dicembre 1878) è stato un cardinale e patriarca cattolico italiano.

## Biografia
Nacque a Fagagna il 14 agosto 1802.
Quando nel 1831 scoppiarono i moti nelle Legazioni, fu nominato legato pontificio a Ferrara, ma giunse in città solo dopo l'arrivo delle truppe austriache ed assunse il governo della città. Successivamente collaborò con gli austriaci in stanza nella Legazione, dimostrando anche una certa simpatia nei loro confronti, atteggiamento rimproveratogli più volte negli anni successivi. Con titolo di pro legato, rimase a Ferrara fino a circa la metà del 1836. Si adoperò per la liberazione del cardinale Giovanni Antonio Benvenuti, vescovo di Osimo e legato a latere dal papa, che stava tentando un negoziato con gli insorti, ma che era stato imprigionato e deportato a Bologna. Nel luglio 1836 divenne delegato apostolico della Legazione di Ancona e vi rimase solo poco più di un anno, durante il quale gestì l'emergenza causata da una forte epidemia di colera.
Il 2 ottobre 1837 fu eletto arcivescovo titolare di Tarso e fu consacrato l'8 ottobre a Roma dal cardinale Carlo Odescalchi. Il 22 dicembre 1837 divenne nunzio a Napoli, con l’incarico di rendere esecutivo il concordato stipulato nel 1818 tra papa Pio VII e Ferdinando I di Borbone.
Papa Gregorio XVI lo elevò al rango di cardinale in pectore nel concistoro del 22 gennaio 1844 e la nomina venne resa pubblica nel concistoro del 21 aprile 1845, ricevendo anche il titolo di Santo Stefano al Monte Celio.
Morì il 23 dicembre 1878 all'età di 76 anni.

## Conclavi
Il cardinale Asquini partecipò a due conclavi:
- Conclave del 1846, che elesse papa Pio IX
- Conclave del 1878, che elesse papa Leone XIII

## Genealogia episcopale e successione apostolica
La genealogia episcopale è:
- Cardinale Scipione Rebiba
- Cardinale Giulio Antonio Santori
- Cardinale Girolamo Bernerio, O.P.
- Arcivescovo Galeazzo Sanvitale
- Cardinale Ludovico Ludovisi
- Cardinale Luigi Caetani
- Cardinale Ulderico Carpegna
- Cardinale Paluzzo Paluzzi Altieri degli Albertoni
- Papa Benedetto XIII
- Papa Benedetto XIV
- Papa Clemente XIII
- Cardinale Marcantonio Colonna
- Cardinale Giacinto Sigismondo Gerdil, B.
- Cardinale Giulio Maria della Somaglia
- Cardinale Carlo Odescalchi, S.I.
- Cardinale Fabio Maria Asquini

La successione apostolica è:
- Arcivescovo Zaccaria Bricito (1847)
- Cardinale Giuseppe Luigi Trevisanato (1853)
- Vescovo Raffaele Antonio Morisciano (1855)
- Patriarca Carlo Belgrado (1856)
- Vescovo Alfonso Maria Cappetta (1859)
- Vescovo Giovanni Montuoro (1859)
- Vescovo Salvatore Angelo de Martis, O.Carm. (1867)
- Vescovo Pietro Colli (1867)
- Vescovo Alessandro Valsecchi (1869)
- Arcivescovo Evangelista Boni, O.F.M.Cap. (1872)